# Livada (oraș)
Livada, mai demult Șarchiuz, (în maghiară Sárköz, în germană Wiesenhaid) este un oraș în județul Satu Mare, Transilvania, România, format din localitățile componente Adrian, Dumbrava, Livada (reședința) și Livada Mică. Localitatea a primit statutul de oraș la data de 21 iulie 2006, ca urmare a Legii nr. 322/2006. La recensământul din anul 2011 au fost înregistrați în Livada și satele aparținătoare 6.773 locuitori. În 2012, Artur Piricsi a fost ales primarul orașului.

## Demografie
Componența etnică a orașului Livada
     Maghiari (53,89%)
     Români (31,5%)
     Romi (4,55%)
     Alte etnii (10,06%)
Componența confesională a orașului Livada
     Ortodocși (25,7%)
     Romano-catolici (23,98%)
     Greco-catolici (23,52%)
     Reformați (14,02%)
     Martori ai lui Iehova (1,17%)
     Alte religii (1,29%)
     Necunoscută (10,32%)
Conform recensământului efectuat în 2021, populația orașului Livada se ridică la 5.892 de locuitori, în scădere față de recensământul anterior din 2011, când fuseseră înregistrați 6.773 de locuitori. Majoritatea locuitorilor sunt maghiari (53,89%), cu minorități de români (31,5%) și romi (4,55%). Din punct de vedere confesional, cei mai mulți locuitori sunt ortodocși (25,7%), cu minorități de romano-catolici (23,98%), greco-catolici (23,52%), reformați (14,02%) și martori ai lui Iehova (1,17%), iar pentru 10,32% nu se cunoaște apartenența confesională.

## Politică și administrație
Orașul Livada este administrat de un primar și un consiliu local compus din 15 consilieri. Primarul, Arthur Piricsi[*], de la Uniunea Democrată Maghiară din România, este în funcție din 2012. Începând cu alegerile locale din 2024, consiliul local are următoarea componență pe partide politice:
|  | Partid                                 | Consilieri | Componența Consiliului | Componența Consiliului | Componența Consiliului | Componența Consiliului | Componența Consiliului | Componența Consiliului | Componența Consiliului | Componența Consiliului | Componența Consiliului | Componența Consiliului | Componența Consiliului |
|  | -------------------------------------- | ---------- | ---------------------- | ---------------------- | ---------------------- | ---------------------- | ---------------------- | ---------------------- | ---------------------- | ---------------------- | ---------------------- | ---------------------- | ---------------------- |
|  | Uniunea Democrată Maghiară din România | 11         |                        |                        |                        |                        |                        |                        |                        |                        |                        |                        |                        |
|  | Partidul Național Liberal              | 2          |                        |                        |                        |                        |                        |                        |                        |                        |                        |                        |                        |
|  | Partidul Social Democrat               | 2          |                        |                        |                        |                        |                        |                        |                        |                        |                        |                        |                        |

### Evoluție istorică
Conform datelor recensământului din 1992, localitatea număra 5.187 locuitori, dintre care 3.958 maghiari, 1.021 români, 172 țigani, 26 germani ș.a. Sub aspect confesional populația era alcătuită din 1.862 romano-catolici, 1.660 greco-catolici, 855 ortodocși, 768 reformați ș.a.

## Clădiri istorice
- Castelul Vecsey, construit în 1760, un remarcabil exemplu de arhitectură barocă. De plan dreptunghiular, pe trei nivele, cu o mică curte interioară.
- Biserica reformată-calvină (din 1457), deși afectată de intervențiile din 1779, păstrează în cea mai mare parte arhitectura și decorația gotică. Biserica este de plan dreptunghiular, cu cor decroșat și absidă poligonală, iar bolta este gotică pe nervuri, în cor.
- Biserica greco-catolică

## Personalități
- Ioan Sălăjan (n.1930 - d.?), comunist, Președintele Tribunalului Suprem al României în perioada 1979 - 1990